# Hardegg
Pour les articles homonymes, voir Hardegg (homonymie).
Hardegg est une ville autrichienne frontalière de la République tchèque. Commune du district de Hollabrunn en Basse-Autriche, elle est arrosée par la Thaya. Jusqu'à la chute du Rideau de fer, Hardegg était une bourgade isolée. Encore aujourd'hui, seul un pont franchissant la Thaya permet passage vers Čížov, en République tchèque. À l'image de tout le district, depuis les années 1950, le nombre d'habitants n'a cessé de diminuer, la ville ne vivant que du tourisme.

## Histoire
La première mention écrite de Hardegg remonte à 1145 et figure dans une donation d’Élisabeth von Schleunz, dont le témoin est Othon de Hardeck. À cette date, c'est déjà un petit poste frontière, dont les premiers seigneurs sont les comtes von Plain und Hardegg. Avec l'extinction de cette dynastie, le château-fort passe de main en main, jusqu'aux seigneurs de Magdebourg-Hardegg, qui agrandissent la forteresse jusqu'à en faire l'une des plus imposantes du pays : elle comprend désormais un donjon, un tribunal et une chapelle. Le château est le siège du comté de Hardegg, dont l'origine remonte à l'année 1294 au moins. Vers la fin du XVe siècle, le comté bénéficia même du privilège d’immédiateté impériale. Les comtes tiraient leur pouvoir des liens de fidélité de la chevalerie locale envers eux. Les principaux bourgs dépendant du comté étaient Pulkau et Retz, fondé entre 1280 et 1305. À la mort du dernier comte, Michel von Hardegg, burgrave de Magdebourg, le château et ses terres échurent aux Habsbourg, qui en 1499 les attribuèrent aux nouveaux burgraves de Magdebourg, les frères Prüschenk, barons de Stettenberg, en contrepartie de la restitution d'Enns et de la sénéchaussée de Styrie. Les deux frères devinrent ainsi « comtes zu Hardegg » et seigneurs de Machland. En 1501, Ulrich von Hardegg obtint de ses beaux-frères Albrecht, Karl et Georg von Münsterberg le comté de Glatz et même le titre de comte. En 1507 Maximilien Ier lui octroya le droit de battre monnaie.
Vers le milieu du XVIIe siècle, le château passa à la famille des Khevenhüller-Metsch. Il cessa d'être habité et tomba peu à peu en ruine. À la suite de l'incedie de Hardegg en 1764, les habitants récupérèrent les pieres et la charpente du château pour réparer leurs maisons.

## Liens
http://www.stampsoftheworld.co.uk/wiki/Austria_1990_700_Years_Hardegg pour un timbre sur les 700 ans du lieu.